# Kāverippattanam
Kāverippattanam är en ort i Indien.   Den ligger i distriktet Krishnagiri och delstaten Tamil Nadu, i den södra delen av landet, 1 800 km söder om huvudstaden New Delhi. Kāverippattanam ligger 465 meter över havet och antalet invånare är 14 208.
Terrängen runt Kāverippattanam är kuperad norrut, men söderut är den platt. Runt Kāverippattanam är det tätbefolkat, med 369 invånare per kvadratkilometer. Närmaste större samhälle är Krishnagiri, 11,1 km norr om Kāverippattanam. Trakten runt Kāverippattanam består till största delen av jordbruksmark.